# Ricardo López Felipe
Ricardo López Felipe (Madri, 30 de dezembro de 1971) é um ex-futebolista da Espanha, atuava como goleiro.